# Селище (Рамешковский район)
Селище— деревня в Рамешковском районе Тверской области. Относится к сельскому поселению Некрасово.

## География
Деревня находится в 1,5 км на юго-восток от районного центра посёлка Рамешки.

## История
В конце XIX — начале XX века деревня являлась центром Селищенской волости Бежецкого уезда Тверской губернии. В 1887 году в деревне был 71 двор.
С 1929 года деревня являлась центром Селищенского сельсовета Бежецкого района Бежецкого округа Московской области, с 1935 года — в составе Калининской области, с 1954 года — в составе Рамешковского сельсовета, с 2005 года — в составе сельского поселения Некрасово.

## Население
| 1859 | 1887 | 1936 | 1989 | 2002 | 2008 | 2010 |
| ---- | ---- | ---- | ---- | ---- | ---- | ---- |
| 284  | ↗381 | ↘340 | ↘91  | ↘74  | ↗92  | ↗123 |